# Mühlwald
Mühlwald (italià Selva dei Molini) és un municipi italià, dins de la província autònoma de Tirol del Sud. És un dels municipis del vall de Pustertal. L'any 2007 tenia 1.473 habitants. Limita amb els municipis de Sand in Taufers, Kiens, Pfalzen, Finkenberg (Àustria), Gais, Terenten, Pfitsch, Ahrntal i Vintl.

## Situació lingüística
| Pertinença lingüística (cens 2001) | 99,19% alemany |
| Pertinença lingüística (cens 2001) | 0,73% italià   |
| Pertinença lingüística (cens 2001) | 0,07% ladí     |

## Administració

Territori comunal

| Període | Identitat        | Partit |
| ------- | ---------------- | ------ |
| 2004-   | Josef Unterhofer | SVP    |